# Грляни
Грляни (макед. Грљани) — село в Республике Македония, входит в общину Виница.
Село расположено к востоку от административного центра общины — города Виница, высота над уровнем моря — 746 м.

## История
В XIX веке Грляни (Гырлено) были заселены болгарами (македонцами), в 1900 году здесь проживало 444 болгара-христианина. В 1905 году жители села были прихожанами церкви Болгарской екзархии.